# Ėduard Georgievič Bagrickij
Ėduard Georgievič Bagrickij, in russo Эдуард Георгиевич Багрицкий?, pseudonimo di Ė. G. Dzjubin (Odessa, 3 novembre 1895 – Mosca, 16 febbraio 1934), è stato un poeta sovietico.
(Da Versi sull'usignuolo e sul poeta, 1925)

## Biografia
Ėduard Dzjubin, nato in una povera famiglia ebraica di Odessa, si diplomò geometra e dal 1915 sotto gli pseudonimi di Ėduard Bagrickij e anche di Nina Voskresenskaja, cominciò a pubblicare poesie neo-romantiche a imitazione di Gumilëv e di Majakovskij, affermandosi con Valentin Kataev, Il'ja Il'f, Vera Inber, Lev Slavin, Semën Kirsanov e Jurij Oleša nel gruppo « Коllektiv poetov » dei giovani poeti di Odessa.
Dopo aver combattuto nell'Armata rossa contro i Bianchi durante la guerra civile, lavorò nella Jugorosta, la filiale di Odessa dell'Agenzia telegrafica russa, e pubblicò poesie in giornali e riviste della città. Nel 1925 si trasferì a Mosca unendosi al gruppo letterario Pereval (Il passo di montagna) fondato da Aleksandr Voronskij, e l'anno dopo si unì ai costruttivisti dell'LCK. Dal 1930 fu iscritto alla RAPP, l'Associazione russa degli scrittori proletari. Malato di asma fin dall'infanzia, morì nel 1934 a Mosca. È sepolto nel cimitero di Novodevičij. Aveva sposato nel 1920 Lidija Gustavovna Suok (1895-1969), dalla quale ebbe il figlio Vsevolod, anch'egli poeta, caduto in guerra nel 1942. Lidija aveva due sorelle, Serafima e Ol'ga: Serafima sposerà dapprima il poeta Vladimir Narbut e, dopo l'uccisione del marito nel 1938 nel Gulag, lo scrittore e critico Viktor Šklovskij; Ol'ga fu moglie di Jurij Oleša.
Bagrickij sentì la rivoluzione come riscatto della libertà e delle ragioni di vita contro le oppressioni del vecchio mondo. Da questo ideale la sua poesia, ricca di colori e di immagini, di slanci e di aneliti, trasse un romantico vigore. L'Elegia per Opanas, un poema eroico scritto secondo uno spirito romantico nella forma della poesia popolare, e Sud-Ovest, una raccolta di poesie, originali e spontanee, scritte nei suoi primi dieci anni di attività, sono forse le cose migliori di Bagrickij.

## Opere
- Duma pro Opanasa (Elegia per Opanas, 1926)
- Jugo-Zapad (Sud-Ovest, 1928)
- Pobediteli (I vincitori, 1932)
- Poslednjaja noč (L'ultima notte, 1932)
- Odnotomnik (Opere in un volume, postume, 1934)
- Izbrannoe (Opere scelte, postume, 1948)
- Stichi i poemy (Versi e poemi, postumi, 1956)

### Traduzioni italiane
- L'anguria
- Autunno
- Versi sull'usignuolo e sul poeta
- Contrabbandieri
- Primavera[2]
- L'ultima notte[3]